# Jake Shears

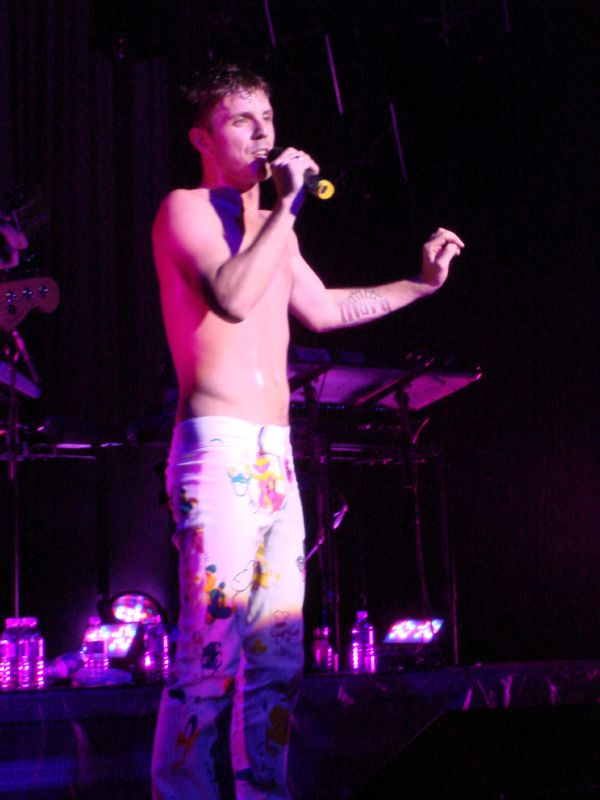
Jake Shears in 2007

Jake Shears (Arizona, 3 oktober 1978) is een Amerikaans zanger en de frontman van muziekgroep Scissor Sisters.

## Biografie
Shears werd geboren in Arizona en groeide op in een voorstad van Seattle. Hij ging naar het gymnasium in Friday Harbor in Washington. Hij volgde het Occidental College in Los Angeles en toen hij 19 werd, reisde hij naar Lexington, Kentucky om een klasgenoot te bezoeken, die hem voorstelde aan Scott Hoffman (Babydaddy). Shears en Hoffman konden het snel met elkaar vinden en een jaar later verhuisden ze beiden naar New York.
In New York ging Shears naar het Eugene Lang College, waar hij fictieschrijven studeerde en was o.a. de klasgenoot van Travis Jeppesen. Hij schreef stukken voor het homomagazine HX. Shears, die openlijk homoseksueel is, was een tijdje een bekende in het homo- en electroclashmilieu.
In 2000 werkte Shears als muziekrecensent voor het tijdschrift Paper.
Shears en Hoffman begonnen de Scissor Sisters in 2001. Ze speelden ietwat extra-ordinaire shows in clubs zoals Luxx, het hart van het electroclashmilieu in Williamsburg, Brooklyn, waar Shears woonde. Na een paar jaar in New York, waar ze met de Scissor Sisters onder andere "Comfortably Numb" en "Filthy/Gorgeous" uitbrachten, vonden de Sisters hun ultieme succes in het Verenigd Koninkrijk en Ierland. Eind 2004 hadden ze het best verkopende album van het jaar in het Verenigd Koninkrijk.

## Algemeen
Shears staat bekend om zijn flamboyante kostuums, provocerende dansen en naaktheid. Het is een publiek geheim dat Shears, toen hij in New York moeite had zich financieel staande te houden, extra geld verdiende als erotisch danser in op homoseksuelen gerichte clubs. Hij is, samen met de band, zeer populair in het holebimilieu.
Zijn muzikale invloeden zijn o.a. ABBA, David Bowie, Duran Duran, Roxy Music, The New York Dolls, Queen, Madonna en Dolly Parton.
Jake Shears had een relatie met Rufus Wainwright. In 2007 verloofde hij zich met zijn vriend Chris.
- Bibsys: 12036403
- Gemeinsame Normdatei: 141680180
- International Standard Name Identifier: 0000 0000 8020 0360
- Library of Congress Control Number: no2009132012
- MusicBrainz: f8534c89-2a2a-4184-8ccf-7eb60d6ca24c
- Virtual International Authority File: 96888909
- WorldCat: E39PBJhCFQXmG6JPfRwwTKcwYP